# Alba Redondo
Alba María Redondo Ferrer (* 27. August 1996 in Albacete) ist eine spanische Fußballspielerin. Zumeist wird sie im Sturm eingesetzt.

## Karriere

### Vereine
Alba Redondo spielte in ihrer Jugend für Fundación Albacete. Im Alter von 13 Jahren wurde sie bereits in die B-Mannschaft aufgenommen, die in der Regionalliga von Kastilien-La Mancha vertreten war. Im Jahr 2012 gelangte Alba Redondo in den A-Kader, der in der Segunda División spielte, und erreichte mit ihrer Mannschaft das Aufstiegsplayoff in die Erste Liga, wo Albacete jedoch Oviedo Moderno im Halbfinale unterlag. In der Saison 2013/14 schließlich konnte sich ihre Mannschaft nach dem ersten Platz in der Regionalgruppe VII im Playoff jeweils gegen Oiartzun KE und UD Granadilla Tenerife durchsetzen und erreichte erstmals die Primera División. Hier sollte sich Fundación Albacete fünf Jahre halten können, kämpfte jedoch zumeist gegen den Abstieg. Alba Redondo avancierte zur torgefährlichsten Spielerin ihrer Mannschaft und brachte es auf 53 Treffer in der ersten Liga. In der Saison 2018/19 landete sie mit ihrer Mannschaft nach nur sechs Siegen und ebenso vielen Unentschieden in 30 Spieltagen auf dem 16. und damit letzte Platz. Fundación Albacete musste den Weg in die zweite Liga antreten, Alba Redondo wechselte daraufhin zu UD Levante, wo sie sich auf Anhieb einen Stammplatz im Angriff sichern konnte. In der durch die COVID-19-Pandemie verkürzten Saison 2019/20 war sie mit acht Treffern, gleichauf mit ihrer Mannschaftskollegin Eva Navarro, beste Torschützin ihrer Mannschaft. Levante beendete die Saison auf dem dritten Platz. Im Folgejahr gelang ihr mit ihrem Team erneut Rang drei und damit die Qualifikation zur Champions League, zudem erreichte Levante das Endspiel um den spanischen Pokal, bei dem man dem FC Barcelona mit 2:4 unterlag. Im Spieljahr 2021/22 scheiterte ihre Mannschaft in der zweiten Runde der Champions League mit 2:4 nach Hin- und Rückspiel am späteren Sieger Olympique Lyon. In der Meisterschaft konnte Alba Redondo 12 Treffer beisteuern und war damit die beste Torschützin Levantes, ihr Team beendete die Saison auf dem sechsten Platz. Im darauffolgenden Jahr konnte sich Alba Redondo erneut steigern und erzielte in 30 Ligaspielen 27 Tore, womit sie sich auch die Pichichi-Trophäe als beste Torschützin der Primera División sicherte. Sie trug dabei einen entscheidenden Anteil zur starken Saison von Levante, das die Meisterschaft auf dem dritten Platz beendete und sich damit für die Champions League 2023/24 qualifizierte. Beim kontinentalen Turnier schied sie jedoch mit ihrer Mannschaft bereits in der ersten Qualifikationsrunde gegen den FC Twente aus. In der Liga landete Levante 2023/24 auf dem vierten Platz, mit 16 Treffern war sie erneut beste Torschützin Levantes in der Meisterschaft. Im Sommer 2024 wechselte Alba Redondo zu Real Madrid.

### Nationalmannschaft
Alba Redondo nahm mit der U17-Nationalmannschaft Spaniens an der Qualifikation zur EM 2013 teil, stand aber nicht im Endrundenkader. Mit der U19 erreichte sie sowohl 2014 als auch 2015 das Endspiel des kontinentalen Turniers, welches jedoch gegen die Niederlande bzw. Schweden verloren ging. 2015 war sie mit drei Treffern in fünf Spielen gleichauf mit Marie-Charlotte Léger und hinter Stina Blackstenius zweitbeste Torschützin des Turniers. Mit der U20-Nationalmannschaft nahm Alba Redondo an der WM 2016 teil, wo sie mit ihrer Mannschaft im Viertelfinale am späteren Turniersiegen Nordkorea scheiterte.
Ihr Debüt für die A-Nationalmannschaft gab Alba Redondo am 8. November 2018 in einem Freundschaftsspiel gegen die Nationalmannschaft Polens. Im Februar des Folgejahres nahm sie mit der Mannschaft am Turnier um den Algarve-Cup teil, für die Endrunde der Weltmeisterschaft 2019 wurde sie jedoch nicht berücksichtigt. Im Jahr 2020 belegte sie mit ihrer Mannschaft im Turnier um den SheBelieves Cup den zweiten Platz. Bei der Weltmeisterschaft 2023 stand sie erstmals im Kader einer Endrunde und konnte mit ihrer Mannschaft durch ein 1:0 im Finale gegen England den Titel gewinnen, wobei sie auf sieben Einsätze kam und drei Tore beisteuerte. In der Saison 2023/24 folgte der Sieg bei der UEFA Women’s Nations League.

## Erfolge und Auszeichnungen
- Weltmeisterin: 2023
- UEFA Women’s Nations League: 2023/24
- Torschützenkönigin der Primera División: 2022/23